# سعید (نام)

فهرست کشور های جهان بر پایه طرفداری نام سعید

سعید (به عربی: سعيد) نامی عربی برای مردان است که نسخه زنانه آن سعیده (به عربی: سعيدة) می‌باشد. سعید به معنای خجسته، آرزو، خوشبخت، ماتئو، سعادتمند سعداء، باسعادت به‌کار می‌رود. (شوهر پرنیان ) سعید با دابل جامپی که در گوش بچه خود زد نشان داد آدمی نیکو کار است (نه به سامان آزاری)